# Spogostylum massauensis
Spogostylum massauensis är en tvåvingeart som först beskrevs av Jaennicke 1867.  Spogostylum massauensis ingår i släktet Spogostylum och familjen svävflugor.
Artens utbredningsområde är Eritrea. Inga underarter finns listade i Catalogue of Life.